# Jablaničko jezero
Jablaničko jezero umjetno je akumulacijsko jezero na Neretvi, u BiH. Smješteno je na sjeveru Hercegovine.
Prostire se od Konjica do Jablanice, uz magistralni put M17.
Površina jezera iznosi 13 km2.
Jablaničko jezero nastalo je 1953. godine izgradnjom lučne brane na Neretvi, 5 km uzvodno od Jablanice. Visina brane je 80 metara i jezero se proteže uzvodno do Konjica. Maksimalna dužina mu je oko 30 km. Površina jezera je 1440 ha. Najveća dubina je od 70 do 80 metara, a oscilacije vodostaja su i do 25 metara.
Jezero je bogato raznosvrnom ribom, poput: pastrve, glavatice, strugača, šarana, smuđa, bijelog klena, pijurice, babuške i dr.

## Vanjske poveznice
|  | Zajednički poslužitelj ima još gradiva o temi Jablaničko jezero |